# براندن بیمر
براندن بیمر (به انگلیسی: Brandon Beemer) بازیگر، مدل (زاده ۲۷ فوریه ۱۹۸۰)آمریکایی است.
از فیلم‌های معروف او می‌توان به بازی در فیلم دختران مادی اشاره کرد.